# اولیویه دیمان
اولیویه دیمان (انگلیسی: Olivier Deman؛ زادهٔ ۶ آوریل ۲۰۰۰) بازیکن فوتبال اهل بلژیک است.
از باشگاه‌هایی که در آن بازی کرده‌است می‌توان به باشگاه ورزشی وردر برمن و باشگاه فوتبال سرکل بروژ اشاره کرد.
وی همچنین در تیم‌های ملی فوتبال زیر ۲۱ سال بلژیک و بلژیک بازی کرده‌است.